# III Liceum Ogólnokształcące im. Wincentego Styczyńskiego w Gliwicach
III Liceum Ogólnokształcące im. Wincentego Styczyńskiego w Gliwicach – szkoła średnia mieszcząca się przy ul. Syriusza  w Gliwicach.

## Historia szkoły
Szkoła powstała w 1945 roku. Jej pierwsza siedziba znajdowała się na ulicy Górnych Wałów. Było tam umiejscowione Pierwsze Państwowe Gimnazjum i Liceum Męskie. Już rok później w szkole miały miejsce pierwsze egzaminy dojrzałości. Szkoła w 1948 roku pierwszy raz zmieniła siedzibę na budynek przy ul. Jana Śliwki 8. Jednak już 6 lat później, znów zostaje przeniesiona do obecnego budynku przy ul. Gierymskiego 1. Początkowo powstaje tu Szkoła Podstawowa nr 3 jednak w 1970 roku zostaje ona rozwiązana i w budynku pozostaje jedynie III LO. W roku 1963 szkole nadano imię Wincentego Styczyńskiego. Kolejne ważne wydarzenie ma miejsce 1976 roku gdy ma miejsce odsłonięcie tablicy pamiątkowej patrona szkoły. W 2015 roku została przyłączona do Zespołu Szkół Technicznych i Ogólnokształcących. W 2017 roku szkoła została przeniesiona na Osiedle Kopernika i mieści przy ulicy Syriusza 30. 

## Osiągnięcia szkoły
Za pierwsze ważne osiągnięcie szkoły, można uznać otrzymanie przez placówkę certyfikatu Szkoła bez przemocy. Miało to miejsce w 2008 roku i było pierwszym certyfikatem nadanym szkole. Następnie w 2009 otrzymuje certyfikat Szkoły przedsiębiorczości. Kolejne certyfikaty nadane szkole to Szkoła z klasą(2013) oraz Łowcy Talentów (2014). Szkoła posiada również Honorową Odznakę PCK nadaną jej w 2011 roku.

## Profile kształcenia
Szkoła aktualnie proponuje 3 profile kształcenia. (z 2015 roku)

### Profil dziennikarski z elementami prawa
Jest to jedyna taka klasa w Gliwicach. Klasa ta rozszerza 3 przedmioty: język polski, wiedzę o społeczeństwie oraz historię. Prowadzone są również dwa programy autorskie: edukacja prawna i edukacja medialna. Oprócz normalnych lekcji uczniowie mają okazje uczestniczyć w warsztatach dziennikarskich, filmowych i fotograficznych, pracy w redakcji szkolnej.

### Profil artystyczno-wielokulturowy
Klasa dzieli się na dwie grupy C1 i C2. Całość klasy ma wspólnie rozszerzany język polski oraz wiedzę o społeczeństwie. Jednak profile różnią się od siebie trzecim dodatkowym rozszerzanym przedmiotem.
- C1.Artystyczny

Pierwsza część klasy rozszerza dodatkowy przedmiot, którym jest historia sztuki. Przedmiotami uzupełniającymi są zajęcia z grafiki komputerowej oraz nowych mediów.
- C2.wielokulturowy

Druga część klasy rozszerza dodatkowo geografie. Realizowany jest tu również program autorski edukacja międzykulturowa.
Cała klasa ma okazję uczestniczenia w wykładach na Uniwersytecie Śląskim w ramach podpisanego w 2015 roku porozumienia.

### Profil biomedyczny z elementami ratownictwa medycznego
Na profilu tym rozszerzane są dwa przedmioty: biologia i chemia. Przedmiotami uzupełniającymi są elementy ratownictwa medycznego oraz łacina w zakresie elementarnym.

## Szkolna gazetka Troll[3]
W 2001 roku powstała szkolna gazetka 'Koń Trojański' Jednak już w 2005 roku zmieniła swoją nazwę na 'Troll', pod którą istnieje do dziś. Trolla tworzą uczniowie klas dziennikarsko-prawniczych pod nadzorem opiekuna gazetki. Założycielem i pierwszym opiekunem była Pani Beata Nawrath. Gazetka funkcjonowała wówczas pod nazwą Koń Trojański. Od 2004 roku pieczę nad gazetką sprawował także Pan Marcin Kraciuk, który do 2011 roku był jedynym opiekunem. Od 2013 roku nadzór nad realizacją Trolla objęła Pani Ewa Grynicka, która angażuje do działalności dziennikarskiej również uczniów klas o profilu innym niż dziennikarski. Gazetka szkolna III LO w Gliwicach ma na swoim koncie wiele nagród od początków swojej działalności. Należą do nich m.in. zdobyte w 2008 roku "Pałuckie Pióro", w którym Troll został uznany za jedną z najlepszych gazetek szkolnych w Polsce. W 2008 roku gazetka wzięła udział w wojewódzkim przeglądzie gazetek szkolnych "Szpalta", zajmując pierwsze miejsce. Oprócz tego gazetka jest doceniana również w Gliwicach, gdzie w ciągu ostatnich kilku lat uznawana była za swoje osiągnięcia przez organizatorów Gliwickiej Gali Młodych Talentów "Zwiastuny".

## Radio Tonacja[4]
Radio Tonacja rozpoczęło nadawanie 1 kwietnia 2009 roku. Pomysłodawcą stworzenia radia internetowego był pan Marcin Kraciuk.
Jako pierwsza funkcję zastępcy redaktora naczelnego pełniła Elżbieta Zakrzewska. W pierwszych latach działania radia powstało kilka kultowych audycji, takich jak: autorska audycja Adama Staniszewskiego „Mała scena”, „Ze sportowej półki”, Anny Gałki i Sebastiana Kordka czy lista przebojów „Catch the tone” Sandry Kałuży. Dziś radio tworzą uczniowie III LO. Ich audycje dotyczą życia młodych ludzi z Górnego Śląska, ale przeprowadzają również wiele wywiadów ze znanymi osobami. Są znani m.in.z wielu sond ulicznych, serwisów informacyjnych oraz relacji z ciekawych wydarzeń.

## Ludzie, którzy ukończyli III Liceum Ogólnokształcące w Gliwicach
- Klaudiusz Kaufmann – pochodzi ze Śląska, z Gliwic. Aktor teatralny i filmowy. Wystąpił między innymi w 'Klan', 'M jak miłość', 'Teraz Albo nigdy', 'Urzędnik'. Jest również aktorem głosowym w dubbingu zagranicznych filmów. Jego głos można usłyszeć między innymi w: Madagaskar 2, Madagaskar 3, Pingwiny z Madagaskaru, Hanna Montana, Scooby Doo i miecz samuraja, H20.

- Leszek Miszczyk - Dyrektor Centrum Onkologii-Instytutu Oddział w Gliwicach Profesor doktor habilitowany nauk medycznych. Specjalista radioterapii onkologicznej. Autor ponad 140 prac naukowych. Stażysta wielu ośrodków onkologicznych (Belgia, USA, Szwecja). W 1997 r. konsultant Międzynarodowej Agencji Energii Atomowej w Wiedniu. W latach 1998–2010 Zastępca Kierownika, a od 2011 Kierownik Zakładu Radioterapii. W latach 2009–2015 Zastępca Dyrektora Oddziału ds. Klinicznych. Od 2015 r. pełni obowiązki Dyrektora Oddziału. Zainteresowania naukowe/ kliniczne dotyczą głównie radioterapii chorób nienowotworowych/nowotworów łagodnych, radiochirurgii oraz leczenia promieniami chorych na raka stercza.